# موراي أ. هانسن
موراي أ. هانسن (بالإنجليزية: Murray A. Hansen)‏ عميد ورئيس أركان حرس ويسكونسن الوطني للطيران.
في الفترة من 1989 إلى 1992 تم تعيينه في جناح القصف 2د. خلال هذه الفترة تم نشر هانسن للعمل في حرب الخليج الثانية.